# Movsar Evloev
Movsar Magomedovich Evloev (11 de febrero de 1994) es un artista marcial mixto ruso que compite en la categoría de peso pluma de Ultimate Fighting Championship (UFC). Profesional desde 2014, también ha competido en M-1 Global, donde ha ganado el campeonato de peso gallo de esa promoción. Desde el 23 de enero de 2024, ocupa el puesto número 5 en el ranking de peso pluma de UFC. 

## Primeros años
Evloev, que es licenciado en programación informática y derecho, pertenece al teip ingusetio Youvloy. Antes de convertirse en profesional en artes marciales mixtas en 2014, Movsar obtuvo el rango de Maestro de Deportes en lucha grecorromana .

## Carrera en  artes marciales mixtas

### M-1 Global
Antes de competir en Ultimate Fighting Championship, debutó como profesional en las artes marciales mixtas en la promotora M-1 Global .
El 22 de abril de 2017, se enfrentó a Alexey Nevzorov por el campeonato interiono de peso gallo de M-1 Global . Ganó la pelea por nocaut en el segundo asalto consiguiendo el título.
Posteriormente se enfrentó a Pavel Vitruk el 22 de julio de 2017 por el campeonato indiscutido de peso gallo. Derrotó a Vitruk por decisión unánime para unificar el campeonato.
Después de obtener el Campeonato de Peso Gallo de M-1 Global, realizó su primera defensa en febrero de 2018 frente a Sergey Mozorov. Ganó el combate por sumisión en el tercer asalto.
En su próxima defensa del título, se enfrentó a Rafael Dias el 21 de julio de 2018. Noqueó a Dias en el quinto asalto para retener su cinturón.
En abril, decidió dejar vacante el título de peso gallo de M-1 Global y firmó con la UFC .

### Ultimate Fighting Championship
Estaba programado para hacer su debut promocional contra Muin Gafurov el 20 de abril de 2019 en UFC Fight Night: Overeem vs. Oleinik . Sin embargo, Gafurov fue reemplazado por Seung Woo Choi luego de una violación de su contrato con ONE Championship . Ganó el combate por decisión unánime.
Estaba programado para enfrentar a Mike Grundy el 31 de agosto de 2019 en UFC Fight Night: Andrade vs. Zhang. Sin embargo, Grundy se retiró de la pelea el 19 de agosto citando una lesión y luego fue reemplazado por Zhenhong Lu. Horas después de la pelea, Lu se retiró después de sufrir un corte.
En su segunda aparición en UFC, el 26 de octubre de 2019 se enfrentó a Enrique Barzola en el evento UFC on ESPN: Chiesa vs. Magny. Ganó el combate por decisión unánime.
Estaba programado para enfrentar a Douglas Silva de Andrade el 7 de marzo de 2020 en UFC 248. Sin embargo, Andrade se retiró de la pelea y fue reemplazado por Jamall Emmers. El 26 de febrero, se retiró del combate por razones desconocidas.
Se enfrentó a Mike Grundy el 26 de julio de 2020 en UFC on ESPN: Whittaker vs. Till. Ganó la el combate por decisión unánime.
Estaba programado para enfrentar a Nate Landwehr el 5 de diciembre de 2020 en UFC en ESPN 19 Sin embargo, horas antes del comienzo, se canceló después de que Movsar diera positivo por COVID-19.
Se enfrentó a Nik Lentz, reemplazando a Mike Grundy, en UFC 257 el 24 de enero de 2021. Ganó el combate por decisión dividida.
Se enfrentó a a Hakeem Dawodu el 12 de junio de 2021 en UFC 263. Ganó el combate por decisión unánime.
Se esperaba que se enfrentara a Ilia Topuria el 22 de enero de 2022 en UFC 270. Sin embargo, tuvo que retirarse tras dar positivo en una prueba de COVID-19. Finalmente fue reemplazado por Charles Jourdain
Se enfrentó a Dan Ige el 4 de junio de 2022 en UFC Fight Night: Volkov vs. Rozenstruik. Ganó el combate por decisión unánime.
Como primera pelea de su nuevo contrato de múltiples peleas, Evloev estaba programado para enfrentarse a Bryce Mitchell el 5 de noviembre de 2022 en UFC Fight Night 214.  Sin embargo, Evloev se retiró a mediados de octubre debido a una lesión. 
Evloev estaba programado para enfrentar a Bryce Mitchell, reemplazando al lesionado Jonathan Pearce , el 6 de mayo de 2023, en UFC 288.  Sin embargo, Mitchell se retiró debido a una lesión no revelada.  Fue reemplazado por Diego Lopes.  Evloev derrotó a Lopes por decisión unánime.  Esta pelea le valió el premio Pelea de la Noche. 
Evloev se enfrentó a Arnold Allen el 20 de enero de 2024 en UFC 297.  En una pelea competitiva, ganó una vez más por decisión unánime. 
El 7 de diciembre de 2024 en el evento UFC 310, se enfrentó al excampeón de Peso Gallo de UFC, y ahora top 10 del peso pluma Aljamain Sterling.  Ganó la pelea por decisión unánime. 

## Campeonatos y logros
- Ultimate Fighting Championship
  - Pelea de la Noche (una vez) vs. Diego Lopes [44]
  - Empatado (Enrique Barzola) en el tercer lugar con más derribos en la historia de la división de peso pluma de UFC (36) [48]
- M-1 Global
  - Campeón interino de peso gallo de M-1 (una vez)
  - Campeón de peso gallo de M-1 (una vez)
    - Dos defensas exitosas del título

## Récord de artes marciales mixtas
| Récord profesional | Récord profesional | Récord profesional |
| 19 peleas          | 19 Victorias       | 0 Derrotas         |
| Nocaut             | 3                  | 0                  |
| Sumisión           | 4                  | 0                  |
| Decisión           | 12                 | 0                  |
| ------------------ | ------------------ | ------------------ |

| Resultado | Récord | Oponente             | Método                                 | Evento                                  | Fecha                   | Ronda | Tiempo | Localización           | Notas                                                    |  |
| Victoria  | 19-0   | Aljamain Sterling    | Decisión (unánime)                     | UFC 310                                 | 7 de diciembre de 2024  | 3     | 5:00   | Las Vegas, Nevada      |                                                          |  |
| Victoria  | 18-0   | Arnold Allen         | Decisión (unánime)                     | UFC 297                                 | 20 de enero de 2024     | 3     | 5:00   | Toronto, Ontario       |                                                          |  |
| Victoria  | 17- 0  | Diego Lopes          | Decisión (unánime)                     | UFC 288                                 | 6 de mayo de 2023       | 3     | 5:00   | Newark, Nueva Jersey   | Pelea de la noche.                                       |  |
| Victoria  | 16-0   | Dan Ige              | Decisión (unánime)                     | UFC Fight Night: Volkov vs. Rozenstruik | 4 de junio de 2022      | 3     | 5:00   | Las Vegas, Nevada      |                                                          |  |
| Victoria  | 15-0   | Hakeem Dawodu        | Decisión (unánime)                     | UFC 263                                 | 12 de junio de 2021     | 3     | 5:00   | Glendale, Arizona      |                                                          |  |
| Victoria  | 14-0   | Nik Lentz            | Decisión (dividida)                    | UFC 257                                 | 26 de enero de 2021     | 3     | 5:00   | Abu Dhabi, EAU         | Pelea de peso pactado                                    |  |
| Victoria  | 13-0   | Mike Grundy          | Decisión (unánime)                     | UFC on ESPN: Whittaker vs. Till         | 26 de julio de 2020     | 3     | 5:00   | Abu Dhabi, EAU         |                                                          |  |
| Victoria  | 12-0   | Enrique Barzola      | Decisión (unánime)                     | UFC Fight Night: Maia vs. Askren        | 26 de octubre de 2019   | 3     | 5:00   | Kallang, Singapur      |                                                          |  |
| Victoria  | 11-0   | Seung Woo Choi       | Decisión (unánime)                     | UFC Fight Night: Overeem vs. Oleinik    | 20 de abril de 2019     | 3     | 5:00   | San Petersburgo, Rusia | Debut en UFC Retorno al peso pluma                       |  |
| Victoria  | 10-0   | Rafael Dias          | KO (puñetazos)                         | M-1 Challenge 95                        | 21 de julio de 2018     | 5     | 0:21   | Nazrán, Rusia          | Defendió el título de peso gallo de M-1 Global           |  |
| Victoria  | 9-0    | Sergey Morozov       | Sumisión (estrangulamiento mataleón)   | M-1 Challenge 88                        | 22 de febrero de 2018   | 3     | 3:47   | Moscú,Rusia            | Defendió el campeonato de peso gallo de M-1 Global       |  |
| Victoria  | 8-0    | Pavel Vitruk         | Decisión (unánime)                     | M-1 Challenge 81                        | 22 de julio de 2017     | 5     | 5:00   | Nazrán, Rusia          | Ganó el campeonato unificado de peso gallo de M-1 Global |  |
| Victoria  | 7-0    | Alexey Nevzorov      | KO (patada a la cabeza)                | M-1 Challenge 76                        | 22 de abril de 2017     | 2     | 2:15   | Nálchik,Rusia          | Ganó el campeonato interino de peso gallo de M-1 Global  |  |
| Victoria  | 6-0    | Lee Morrison         | Decisión (unánime)                     | M-1 Challenge 73                        | 4 de junio de 2016      | 3     | 5:00   | Nazrán, Rusia          |                                                          |  |
| Victoria  | 5-0    | Aleksander Krupenkin | TKO (puñetazos)                        | M-1 Challenge 66                        | 27 de mayo de de 2016   | 1     | 4:09   | Oremburgo, Rusia       |                                                          |  |
| Victoria  | 4-0    | Djulustan Akimov     | Sumisión (estrangulamiento mataleón)   | M-1 Global: Battle in Nazran 3          | 7 de mayo de 2016       | 2     | 2:01   | Nazrán, Rusia          |                                                          |  |
| Victoria  | 3-0    | Andrey Syrovatkin    | Sumisión (estrangulamiento mataleón)   | M-1 Global: Battle in Nazran            | 12 de diciembre de 2015 | 1     | 1:44   | Nazrán, Rusia          | Debut en peso pluma                                      |  |
| Victoria  | 2-0    | Zhenhong Lu          | Decisión (unánime)                     | M-1 Challenge 58                        | 6 de junio de 2015      | 2     | 5:00   | Ingusetia, Rusia       | Pelea de peso pactado en 141 lb                          |  |
| Victoria  | 1-0    | Jianwei He           | Sumisión (estrangulamiento Rear naked) | M-1 Challenge 53                        | 25 de noviembre de 2014 | 2     | 2:56   | Beijing, China         | Debut en peso gallo                                      |  |